# Saint David (Grenada)
Saint David jest czwartą co do wielkości parafią Grenady. Leży na południowym wschodzie głównej wyspy. Jej stolicą jest Saint David’s. 